# Pacsirta (film, 1963)
A Pacsirta 1963-as fekete-fehér magyar filmdráma, amely Kosztolányi Dezső azonos című, 1924-ben megjelent regénye alapján készült.
2012-ben bekerült a Magyar Művészeti Akadémia tagjai által kiválasztott legjobb 53 magyar alkotás közé.

## Története
Kosztolányi Dezső regénye a Vajkay család tragikus történetét dolgozza fel. Vajkay Ákos (Páger Antal) és felesége (Tolnay Klári) évek óta abban reménykednek, hogy csúf és szerencsétlen sorsú lányukat, Pacsirtát végre sikerül férjhez adniuk. A család egy ideje ki sem mozdul otthonából, még a tükröket is eltakarják, hogy ne szembesüljenek a valósággal: amíg Pacsirta a nyakukon marad, semmi esélyük boldog és normális életre. Egy napon a lányt elküldik pár napra a rokonokhoz, hátha sikerül ott férjet találni neki. A magára maradt házaspár előtt hamar kinyílik a világ: ismét összetalálkoznak a régi barátaikkal, színházba járnak, társasági életet élnek, de mindvégig ott van bennük a szörnyű tudat, hogy ez a boldogság csak addig tarthat, amíg Pacsirta vissza nem költözik a szülői házba. Páger Antal a filmben nyújtott kiemelkedő alakításáért 1964-ben megkapta a cannes-i filmfesztivál díját.

## Szereplők
- Páger Antal (kisvajkai és köröshegyi Vajkay Ákos)
- Tolnay Klári (kecfalvi Bozsó Antónia, Tónika, a feleség)
- Nagy Anna (Pacsirta)
- Bara Margit (Dobáné)
- Törőcsik Mari (Lator Margit, a sárszegi Kisfaludy Színház szubrettje)
- Latinovits Zoltán (Ijas Miklós, a Sárszegi Közlöny szerkesztője)
- Bessenyei Ferenc (Szunyogh, a latin nyelv tanára)
- Csurka László (hordár)
- Darvas Iván (Füzes Feri)
- Greguss Zoltán (Környei Bálint, tűzoltóparancsnok, a Párducok asztaltársaság elnöke)
- Tompa Sándor (Priboczay, a patikus)
- Gózon Gyula (Guszti, a Magyar Király Étterem egykori főpincére)
- Szendrő József (Gál doktor)